# 深圳地鐵15號線
深圳地鐵15號線，曾称前南线，是深圳地铁一條正在建設的環线，连接南山区和宝安区，全长32.4km，共设24个车站。
本线属深圳市城市轨道交通第五期建设规划中获批兴建的路线之一，其中西部物流站至月亮湾公园站区间率先于2023年6月28日开工建设。

## 路线
本线将南山区的西丽片区，科技园、后海CBD、前海自贸区、宝安区的大鏟灣碼頭、坪洲、洪浪一带环状连接。并将在大铲湾以南设置深圳地铁的第一个海底隧道。

## 歷史
2016年12月29日，深圳市人民政府公佈《深圳市軌道交通線網規劃（2016-2030）規劃方案》，方案提出建設深圳地鐵15號線（前海站—大鏟灣站一西鄉站），全長32.4千米。
2022年6月7日，深圳地鐵15號線工程前期方案研究中標結果公佈。8月26日，深圳市發展和改革委員會發佈《深圳市城市軌道交通第五期建設規劃（2023-2028年）》環境影響評價第一次公示，擬將深圳地鐵15號線全線納入《深圳市城市軌道交通第五期建設規劃（2023-2028年）》。9月5日，深圳市發展和改革委員會發布《深圳市城市軌道交通第五期建設規劃（2023-2028年）》環境影響評價第二次公示，再次明確將深圳地鐵15號線全線納入《深圳市城市軌道交通第五期建設規劃（2023-2028年）》，並公佈了其具體走向和站點設置。
2023年3月31日，深圳市住房和建設局官網公示深圳多條地鐵線路的工程項目信息，其中包括深圳地鐵15號線。7月12日，深圳地鐵15號線工程環境影響報告書（徵求意見稿）公佈。

## 建設
2023年6月28日，深圳地鐵15號線於鐵路公園站開工建設。
2023年11月，深圳地鐵15號線15101-1標西部物流站地下連續牆順利完工。
2023年12月11日，深圳地鐵15號線鏟灣中站首幅地連牆鋼筋籠順利吊裝入槽。
2023年12月12日，深圳地鐵15號線海城站圍護結構首根圍護樁順利開鑽，鐵路公園站地下連續牆順利完工。
2024年1月12日，深圳地鐵15號線月亮灣公園站首根咬合樁開工。
2024年3月15日，深圳地鐵15號線朗山路站首根咬合樁開工。
2024年3月20日，流塘站12號線、15號線聯絡線正式進入土建施工階段。
2024年4月30日，鏟灣中站、東濱路站順利實現圍護結構圍閉，正式轉入基坑開挖及主體結構施工階段，創業路站、深大南站啓動圍護結構施工。
2024年5月，深圳地鐵15號線全線綠化遷移累計完成86%，全線24個工點，18個工點已進入圍護結構施工階段，全線圍護結構累計完成28%。
2024年6月19日上午，深圳地鐵15號線寶安公園站至流塘站區間右線“環城號”盾構機順利始發，這也是深圳地鐵五期工程首台始發的盾構機。

## 车站及接驳路线
| 車站名稱             | 英文名稱                        | 所在區域 | 啟用日期   | 接駁線路 / 車站           | 月臺類型       |
| -------------------- | ------------------------------- | -------- | ---------- | ------------------------- | -------------- |
| 15號線               |                                 |          |            |                           |                |
| 前海保税区           | Qianhai Bonded Area             | 南山區   | 预计2027年 |                           | 地下岛式月台   |
| 通港路               | Tonggang Road                   | 南山區   | 预计2027年 |                           | 地下岛式月台   |
| 铁路公园             | Railway Park                    | 南山區   | 预计2027年 | █5号线                    | 地下岛式月台   |
| 月亮湾公园           | Yueliangwan Park                | 南山區   | 预计2027年 |                           | 地下岛式月台   |
| 四海                 | Sihai                           | 南山區   | 预计2027年 | █12号线                   | 地下侧式月台   |
| 东滨路               | Dongbin Road                    | 南山區   | 预计2027年 |                           | 地下岛式月台   |
| 名海                 | Minghai                         | 南山區   | 预计2027年 |                           | 地下岛式月台   |
| 深大南               | Shenzhen University South       | 南山區   | 预计2027年 | █9号线                    | 地下岛式月台   |
| 深大北               | Shenzhen University North       | 南山區   | 预计2027年 |                           | 地下岛式月台   |
| 麻雀岭               | Maqueling                       | 南山區   | 预计2027年 |                           | 地下岛式月台   |
| 朗山路               | Langshan Road                   | 南山區   | 预计2027年 |                           | 地下岛式月台   |
| 西丽高铁站           | Xili High Speed Railway Station | 南山區   | 预计2027年 | █13号线、█27号线、█29号线 | 地下岛式月台   |
| 打石山               | Dashishan                       | 南山區   | 预计2027年 |                           | 地下岛式月台   |
| 同乐关               | Tongleguan                      | 南山區   | 预计2027年 |                           | 地下岛式月台   |
| 洪浪北               | Honglang North                  | 宝安區   | 预计2027年 | █5号线                    | 地下岛式月台   |
| 宝安公园             | Bao'an Park                     | 宝安區   | 预计2027年 |                           | 地下岛式月台   |
| 流塘                 | Liutang                         | 宝安區   | 预计2027年 | █12号线                   | 地下岛式月台   |
| 西乡公园             | Xixiang Park                    | 宝安區   | 预计2027年 | █20号线                   | 地下侧式月台   |
| 坪洲                 | Pingzhou                        | 宝安區   | 预计2027年 | █1号线                    | 地下岛式月台   |
| 海城                 | Haicheng                        | 宝安區   | 预计2027年 |                           | 地下岛式月台   |
| 金港                 | Jingang                         | 宝安區   | 预计2027年 |                           | 地下岛式月台   |
| 铲湾                 | Chanwan                         | 宝安區   | 预计2027年 |                           | 地下岛叠式月台 |
| 铲湾南               | Chanwan South                   | 宝安區   | 预计2027年 |                           | 地下岛叠式月台 |
| 听海                 | Tinghai                         | 南山區   | 预计2027年 |                           | 地下岛式月台   |
| ↓ 环线，接回前保站 ↓ |                                 |          |            |                           |                |
| 注释                 |                                 |          |            |                           |                |
| 1. 2.                |                                 |          |            |                           |                |
| 论 编                |                                 |          |            |                           |                |

根据线路走向，15号线与其它线路换乘的车站或有：
- 听海站：换乘21号线和28号线。兩線皆為遠期線路，轉乘方式未知。
- 前保站：轉乘21號線。21號線為遠期線路，本線建設時仅预留轉乘通道。
- 铁路公园站：轉乘5號線。5號線建設時未作出預留，預計為大廳通道轉乘。
- 月亮湾公园站：换乘24号线。24号线為遠期線路，本線建設時仅预留轉乘通道。
- 四海站：换乘12号线。12號線首期建造时已同步建成15號線部分，為侧岛轉乘。
- 名海站：换乘27号线。27号线二期為遠期線路，本線建設時仅预留T型轉乘节点。
- 深大南站：轉乘9號線。9號線建設時未作出預留，轉乘方式未知。
- 麻雀岭站：轉乘21號線。21號線為遠期線路，轉乘方式未知。
- 朗山路站：轉乘24號線。24號線為遠期線路，本線建設時仅预留轉乘通道。
- 西丽高铁站：换乘13号线、27号线、29号线及深惠城际。地鐵樞紐車站隨國鐵西丽站改建时統一設計，同步建成。
- 洪浪北站：轉乘5號線。5號線建設時未作出預留，預計為大廳通道轉乘。
- 宝安公园站：轉乘9號線。9號線西延段為遠期線路，本線建設時仅预留轉乘通道。
- 流塘站：换乘12号线。12號線首期建造时已同步建成15號線部分，為T型节点轉乘。
- 西乡公园站：换乘20号线。兩線車站統一設計，同步施工，為T型轉乘。
- 坪洲站：轉乘1号线。1號線建設時未作出預留，預計為大廳通道轉乘。
- 海城站：轉乘28號線。28號線為遠期線路，本線建設時仅预留轉乘通道。
- 铲湾站：轉乘9號線。9號線西延段為遠期線路，轉乘方式未知。
- 铲湾南站：轉乘9號線。9號線西延段為遠期線路，轉乘方式未知。